# Болгары в Аргентине
Болгары в Аргентине (болг. Българи в Аржентина, исп. Búlgaros en Argentina) — жители Аргентины болгарского происхождения, численностью от 3 тысяч до 80 тысяч человек, что составляет 0,2 % населения страны.

## История
С 1920 по 1935 год в Аргентину в поисках лучшей жизни прибывает большое число болгар. Их влекла пропаганда, в которой им обещали работу, землю и средства, чтобы начать свой бизнес в сельском хозяйстве. Но на месте они столкнулись в суровой реальностью, вынужденные выживать в условиях, в корне отличающихся от обещанных, без денег, без работы и без знания языка. Кто-то решил вернуться в Болгарию с пустыми руками, другие, однако, смогли приспособиться и остались.
Первая большая волна болгарской иммиграции относится к июню 1914 года, перепись насчитала тогда в стране 3312 человек переселенцев из Болгарии. В 1927 году их число превысило 12 тысяч человек. Рост продолжился во время и после завершения Второй мировой войны.

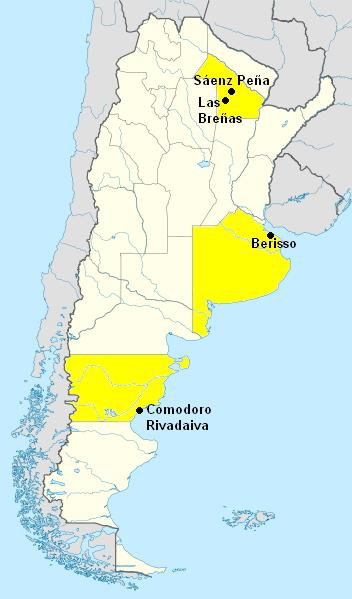
Основные направления болгарской эмиграции в Аргентину

Болгарские иммигранты в порту Буэнос-Айреса, делятся на три основных потока: один направляется в провинцию Чако, другой — в Патагонию (в основном в город Комодоро-Ривадавия), и третий — в город Бериссо (провинция Буэнос-Айрес).
В Чако сложились поселения, жители которых занимались выращиванием хлопка. Для этой цели мигрантам предстояло расчистить земли. В Чако поселилось более 300 болгарских семей. В середине XX века численность болгар в провинции составляла 3500 – 4500 человек.
Иммигранты, отправившиеся на юг в город Комодоро-Ривадавия, работали на месторождениях нефти (сейчас уже закрыты), на ткацкой фабрике, а также в нефтепереработке.
В Бериссо заселилось около пятисот болгарских семей. Уже 30-е годы XX века в Бериссо существовали три организации болгарских эмигрантов – Македонско-болгарский клуб, Общество имени Кирилла и Мефодия и Общество взаимопомощи. В 1955 году они объединились в Болгарское культурное общество имени Ивана Вазова (исп. Sociedad Cultural Búlgara Ivan Vazov). Эта организация сначала занимала временное строение, в котором проводила свои встречи, но со временем смогла выстроить себе собственное здание на улице Монтевидео.
Как и в Бериссо, своя организация есть и у болгар в Комодоро-Ривадавия — Общество имени  Кирилла и Мефодия (болг. Дружеството „Кирил и Методий“).

## Персоналии
Среди известных аргентинцев болгарского происхождения: Антуанетта Маджарова (исп. Antoaneta Madjarova, кукольный театральный режиссер), Флоренсио Тенев (губернатор провинции Чако в 1983-87 гг.), Карлос Тенев (политик), Луис Карлос Петков Найденов (политик), Хорхе Кытев (художник), Луис Бакалов (пианист, дирижёр, композитор) и другие.